# Aménagement du territoire en Suisse
Pour les articles homonymes, voir Aménagement du territoire (homonymie).
En Suisse, l'aménagement du territoire est l'ensemble des politiques publiques concernant l'utilisation du sol, l'organisation du bâti, ainsi que la répartition des équipements et des activités dans l'espace géographique. Au vu de la petite taille du pays, c'est une question importante, présente dans le débat politique depuis les années 1930.
L'aménagement du territoire est régi par la Loi fédérale sur l’aménagement du territoire (de) (LAT). Il est marqué notamment par le fédéralisme, la séparation entre zone à bâtir et zone agricole et la limitation de la construction de résidences secondaires (Lex Weber adoptée à la suite d'une initiative). 

## Définition, buts et principes
L'aménagement du territoire en Suisse est défini par l'article 75 de la Constitution fédérale. Il demande une « utilisation judicieuse et mesurée du sol » et une « occupation rationnelle du territoire ». Il définit également les rôles de la Confédération et des cantons ; la Confédération doit mettre en place une législation-cadre et coordonner les efforts des cantons tout en tenant compte de ses propres besoins en termes d'aménagement. De ce fait, les cantons sont les principaux responsables de l'aménagement de leur territoire. 
L'article 1 de la Loi fédérale sur l'aménagement du territoire (LAT) présente les buts de l'aménagement du territoire. Ceux-ci sont donnés en reprenant en partie la définition de la Constitution et concernent : une utilisation mesurée du sol ; la séparation entre les parties constructibles et non constructibles du territoire ; la protection des bases naturelles de la vie, telles que le sol, l’air, l’eau, la forêt et le paysage ; un développement de l’urbanisation orienté vers l’intérieur du milieu bâti, en maintenant une qualité de l’habitat appropriée ; la création d’un milieu bâti compact ; la création et le maintien d’un milieu bâti favorable à l’exercice des activités économiques ; la promotion d'une décentralisation judicieuse de l’urbanisation et de l’économie,.
Les principes de l'aménagement du territoire sont quant à eux édictés à l'article 3 de la LAT. Ils permettent de compléter et mieux expliquer ses buts. Ils concernent notamment : une utilisation du sol ménageant le paysage et l’environnement ; la préservation de suffisamment de bonnes terres cultivables, en particulier, les surfaces d’assolement ; le maintien de la forêt dans ses diverses fonctions ; la promotion de la qualité du milieu bâti ; la répartition judicieuse des lieux d’habitation et des lieux de travail et la planification en priorité sur des sites desservis de manière appropriée par les transports publics ; une meilleure utilisation des friches et des surfaces sous-exploitées ; la conservation des paysages et sites construits dignes d’être protégés ; la détermination d’emplacements adéquats pour les constructions et installations publiques ou d’intérêt public ; le libre accès des bords des lacs et des cours d’eau ; le maintien et la création des voies cyclables et des chemins pour piéton,.

## Histoire

### Premières discussions
Les origines de l'aménagement du territoire en Suisse remontent tout d'abord à l'urbanisme, mais aussi aux travaux de régularisation des cours d'eau et d'amélioration foncière, aux mouvements de protection de la Nature et du patrimoine, ainsi que la crise économique et les problèmes sociaux des années 1920 et 1930. En 1918-1920, les idées de Hans Bernhard, un des précurseurs de l'aménagement en Suisse, visent à pallier les problèmes de ravitaillement du pays. Il propose à la fois la décentralisation des industries et la mise en valeur agricole de territoires peu ou pas exploités, et appelle à la création d'une loi fédérale de l'habitat. La question d'une politique coordonnée d'aménagement du territoire naît en 1933, avec la proposition de l'architecte lucernois Armin Meili (de) de créer un plan national pour l'aménagement du territoire en Suisse lors d'un cycle de conférences. La même année, l'article de Meili intitulé Allgemeines über Landesplanung (Généralités sur l'aménagement du territoire), qui contient un schéma d'utilisation du sol de l'ensemble du pays et où figure l'objectif de créer une ville linéaire dans le Moyen-Pays entre Saint-Gall et Genève, paraît dans la revue L'Autoroute. Plus concrètement, les logements sociaux, les équipements publics et les agrandissements des territoires communaux par absorption des communes périphériques, en particulier à Zurich et Genève, demeurent les accomplissements majeurs des premiers aménageurs.
Durant la Seconde Guerre mondiale, une politique fédérale d'aménagement du territoire commence à être revendiquée explicitement. Un groupe de convaincus — essentiellement des architectes et des ingénieurs —, malgré la méfiance très répandue face à toute forme de planification, constitue, en 1937, une commission privée de l'aménagement du territoire. Armin Meili, qui était aussi conseiller national radical, obtient, par une motion déposée en 1941, des crédits fédéraux pour cette commission. En 1943, les milieux intéressés créent l'Association suisse pour l'aménagement national (ASPAN) pour succéder à la commission. Le Conseil fédéral refuse toutefois de légiférer en la matière malgré une initiative cantonale de Soleure (1943) qui veut attribuer à l'autorité fédérale la compétence dans la planification du réseau national des voies de communication.
Toutefois, avant les années 1950, il n'existe aucune vraie restriction à la construction, et chaque propriétaire est libre de construire sur sa parcelle. En conséquence, l'urbanisation est peu concentrée et souvent anarchique. La spéculation foncière augmente et provoque des pénuries de logement ainsi qu'un mauvais usage du sol. Au sens des autorités, une intervention de l'État s'avère de plus en plus nécessaire.
La Suisse étant un pays fédéraliste, les différents niveaux de pouvoir ne peuvent intervenir et légiférer que sur la base d'une compétence en la matière. La Confédération ne dispose pas d'une telle compétence, qui lui permettrait d'édicter une loi générale. Plusieurs avancées vont progressivement poser les bases d'une politique coordonnée. Ainsi, en 1957, l'entrée en vigueur de la loi sur la protection des eaux entraîne l'obligation pour les conduites d'eaux usées d'être raccordées à un collecteur d’égouts. En conséquence, les premières zones à bâtir se concentrent naturellement aux endroits déjà équipés en égouts pour éviter aux propriétaires le prix du raccordement. La Confédération dispose aussi de compétences sectorielles qui lui permettent d'influer sur l'aménagement du territoire, notamment en matière de protection de la surface forestière, du marché locatif ou de l'aménagement des chemins de fer, mais ce n'est pas suffisant pour règlementer toute la matière. Certaines initiatives cantonales abordent également le sujet, mais elles ne sont pas coordonnées.

### Création d'une compétence fédérale
En septembre 1967, le Conseil fédéral propose à l'Assemblée fédérale d'adopter deux nouvelles dispositions constitutionnelles (articles 22ter et 22quater). La première permettrait de doter la Confédération d'une compétence claire dans le domaine de l'aménagement du territoire, délimitée d'avec celle des cantons, et permettant notamment de faire des plans de zones. La seconde veut formaliser la garantie de la propriété, reconnue par le Tribunal fédéral depuis quelques années. En 1969, le peuple accepte à une faible majorité cette modification de la Constitution. Pour éviter une trop forte détérioration du territoire en attendant l'adoption et l'application d'une loi fédérale, un arrêté fédéral urgent est adopté en mars 1972, impliquant un zonage provisoire de l'ensemble du pays. Cette démarche et la publication de travaux présentant une conception directrice de l'aménagement du territoire soulèvent l'opposition des milieux immobiliers et de groupes défendant le fédéralisme, opposition emmenée par la Ligue vaudoise. La loi fédérale adoptée en 1974 est donc refusée, après référendum, en 1976. Il faudra attendre 1980 pour qu'une nouvelle version de la loi, quelque peu édulcorée, entre en vigueur.
Fondé en 1980, l'Office fédéral de l'aménagement du territoire va s'attaquer à diverses tâches durant ses premières années d'activité : faire passer dans la pratique de tous les cantons les notions de base comme celle de terrain équipé, coordonner les plans directeurs cantonaux, empêcher les constructions hors des zones à bâtir et imposer des quotas cantonaux de surfaces d'assolement. Plus largement, les services cantonaux doivent s'atteler à convaincre les communes de diminuer leurs surfaces à bâtir, trop largement découpées durant les années 1960 et 1970. Sur un autre plan, les professionnels et les administrations doivent apprendre à gérer le territoire en coordonnant les politiques des transports, de développement régional — surtout en montagne —, de conservation de la nature et des monuments, de protection de l'environnement avec celle de l'aménagement du territoire.
Les communes ont très bien assimilé les nouvelles législations en matière de zonage. En revanche, les mesures relatives à une gestion foncière collective, en utilisant le droit de préemption ou le droit de superficie ou encore par le prélèvement de la plus-value foncière, n'ont pas trouvé de véritable application. L'initiative dite « ville-campagne », qui proposait des mesures en faveur de la propriété à propre usage, a été largement repoussée en votation populaire en 1988. La périurbanisation, conjuguée à la difficulté des centres d'Agglomération de conserver leur vitalité démographique, a rendu la planification régionale toujours plus nécessaire dans les années 1990.

### AuXXIesiècle
Au début du XXIe siècle, les cantons ont dû établir un plan directeur soumis à l'approbation du Conseil fédéral. De son côté, la Confédération a établi des plans sectoriels pour les domaines qui sont de sa compétence, comme la préservation des surfaces d'assolement et les transports. Entre 2006 et 2008, en collaboration avec les cantons, les villes et les communes, les autorités fédérales ont élaboré un « projet de territoire Suisse ». Répondant à une demande de longue date des villes, la Confédération s'engage depuis 2001 sur un programme quadriennal et à soutenir des projets d'agglomération.
La planification réglementaire reste soumise aux mêmes problèmes : beaucoup de communes ont des surfaces à bâtir trop grandes mais se retranchent derrière leur autonomie ; les oppositions de particuliers freinent les projets ; l'usage de la voiture, le désir d'avoir sa propre maison et la diminution constante du nombre des agriculteurs accroissent la dispersion de la population dans le pourtour des agglomérations et accentuent la pression sur les territoires hors des zones à bâtir.
Face à ces tendances, les professionnels de l'urbanisme et de l'environnement, certains partis et quelques organisations cherchent à imposer un recours accru au vélo, à la marche et aux transports publics, à promouvoir la densification des aires déjà bâties (notamment en récupérant des friches industrielles), le respect du paysage et la conservation du patrimoine architectural, tout cela dans le cadre du débat sur le développement durable. Face à une initiative populaire réclamant un gel des zones à bâtir en 2008, le Conseil fédéral a proposé une révision de la loi introduisant des mesures plus contraignantes pour freiner la dispersion des constructions.

## Outils
Un « plan directeur » présente la stratégie du développement d'un périmètre. Il est contraignant pour les autorités uniquement et ne peut être contesté par des particuliers.
Un « plan d'affectation » indique les utilisations autorisées des parcelles d'un périmètre. Il est contraignant pour les autorités et les particuliers, qui peuvent le contester.
Le « déclassement » est une mesure par laquelle l'autorité cantonale modifie une zone constructible en zone non constructible ; il donne droit à une compensation financière pour expropriation si certaines conditions sont remplies (arrêt Barret). Le « non-classement » est une forme de déclassement qui ne donne pas droit à compensation (sauf dans certains cas), puisque l'autorité s'est mise en conformité avec la LAT et que le terrain n'aurait jamais dû être constructible.